# Anopheles canorii
Anopheles canorii är en tvåvingeart som beskrevs av Floch och Emile Abonnenc 1945. Anopheles canorii ingår i släktet Anopheles och familjen stickmyggor.
Artens utbredningsområde är Franska Guyana. Inga underarter finns listade i Catalogue of Life.